# Понизов’я (Калузька область)
Понизов’я (рос. Понизовье) — присілок в Спас-Деменському районі Калузької області Російської Федерації.
Населення становить 104 особи. Входить до складу муніципального утворення Присілок Понизовье.

## Історія
Від 2004 року входить до складу муніципального утворення Присілок Понизовье

## Населення
| 2002 | 2007 | 2010 |
| ---- | ---- | ---- |
| 126  | ↗132 | ↘104 |